# サロペットスカート
サロペットスカート（salopette skirt）は、胸当てのある吊りスカートの総称である。

## 由来
salopetteはフランス語で、salope（汚れた、汚い）から派生した言葉である。
サロペットは、「仕事で汚れる場合に着る上っぱりなどの仕事着」というのが元々の意味である。
従って英語のオーバーオールと同義語である。

## 概要
服飾界でいうサロペットは「吊り紐が背中で十文字に交差された、胸当て付きの吊りズボン」とされているため、背中が身頃状に繋がったハイバックスタイルの胸当て付きの吊りズボンはオーバーオールと称され、サロペットには分類されない。
従って、サロペットスカートは「胸当ての付いた背中で吊り紐が交差したスカート」のことを指す。しかし、最近では「吊り紐」の付いたスカートや半ズボンのことをサロペットと称して販売されていることが多いが、あくまでもサロペットは胸当てが付いているものに限られるので、胸当ての無いハイウエストの吊りスカート等をサロペットスカートと呼ぶのは明らかに間違いである。
現在では、背中クロスのタイプ以外の、ハイバックスタイルのものや、ホルターネックスタイルの胸当てスカートもサロペットスカートに分類されている。
サロペットは元々仕事着であり、ジャンパースカートや普通の吊りスカートとは、ファッションに取り入れられた経緯が異なっている。
サロペットは幼児や子供の遊び着として多く用いられるほか、スキーなどのスポーツウェアにも用いられる。さらにファッションの多様化から、制服やフォーマルな衣装にまでサロペットスカートは登場している。